# Łęczyska
Łęczyska – wieś w Polsce położona w województwie łódzkim, w powiecie pajęczańskim, w gminie Sulmierzyce.
| SIMC    | Nazwa        | Rodzaj     |
| ------- | ------------ | ---------- |
| 0552797 | Markowizna   | przysiółek |
| 0552774 | Siwierzyzna  | część wsi  |
| 0552780 | Wojewodzizna | część wsi  |

W latach 1975–1998 miejscowość administracyjnie należała do województwa piotrkowskiego.